# 國鳥

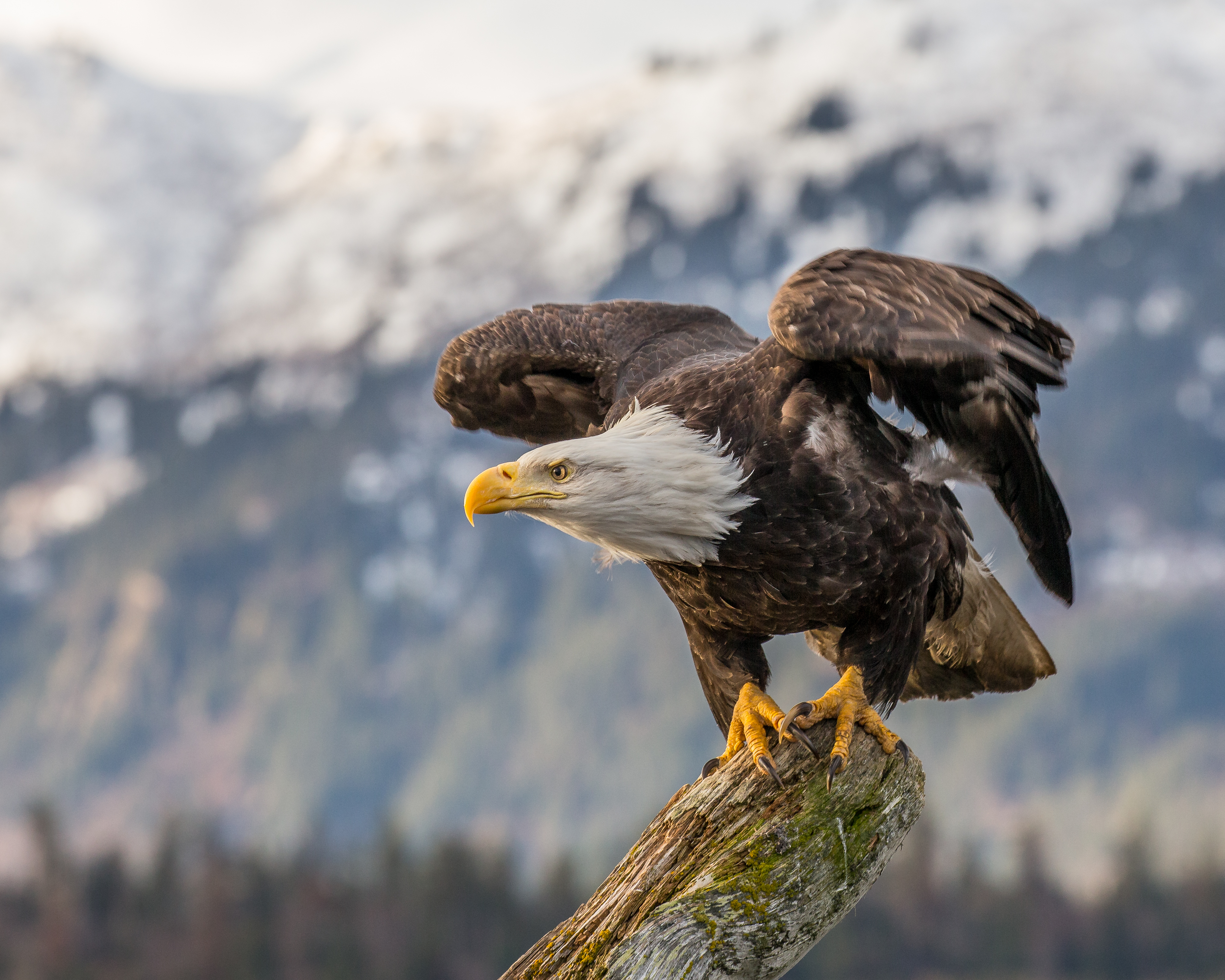
白頭海鵰 美國的國鳥

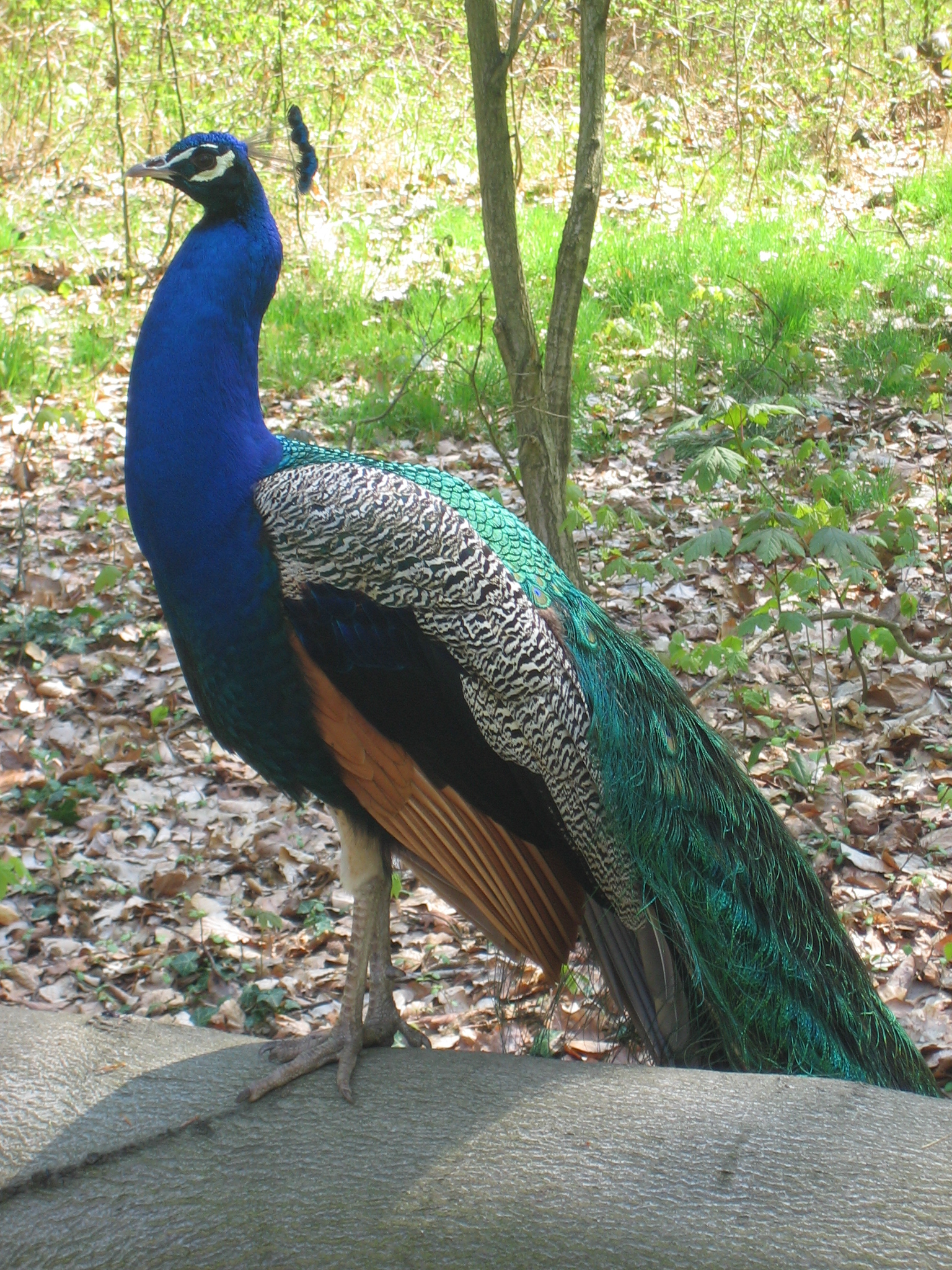
蓝孔雀 印度的國鳥

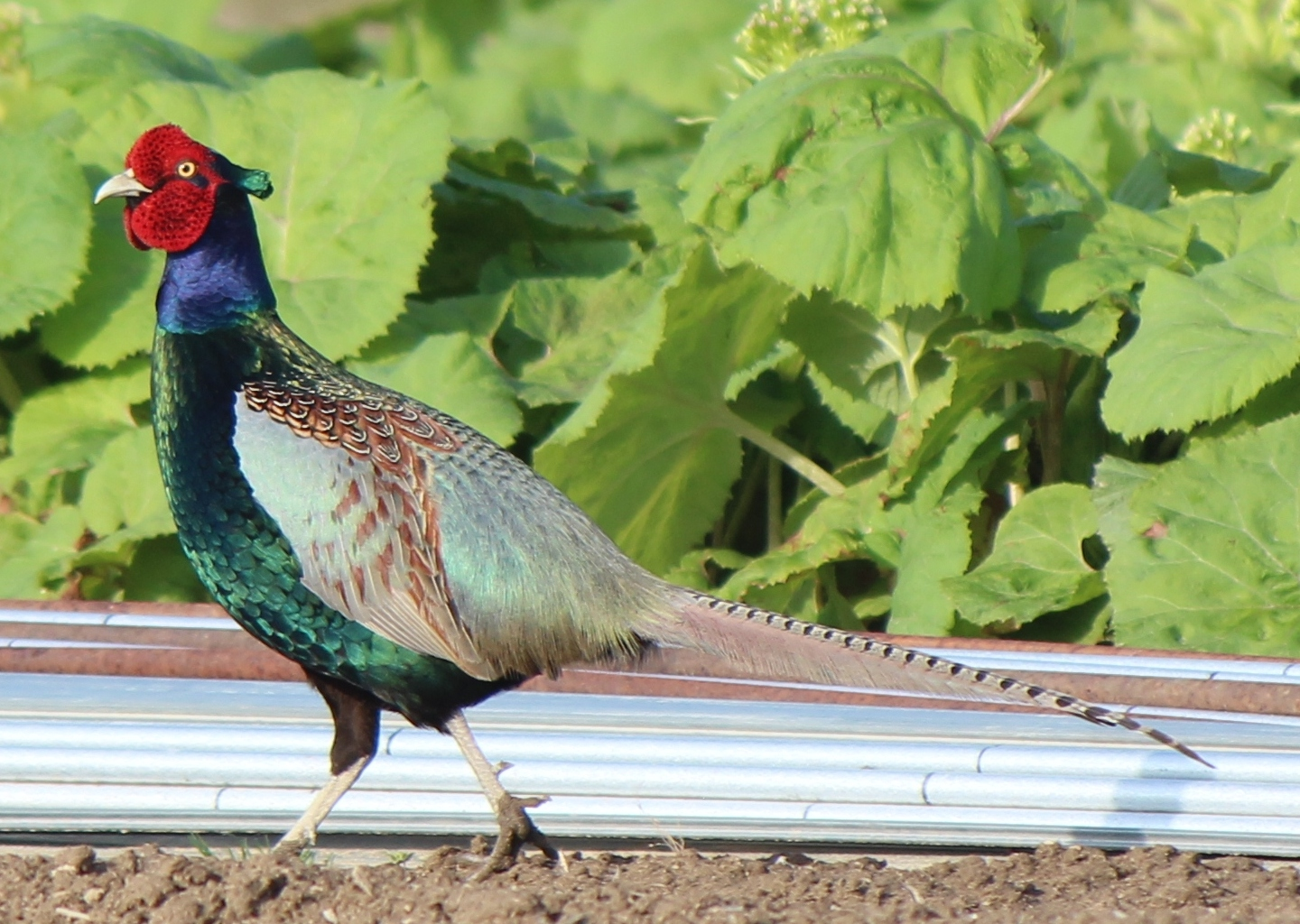
綠雉 日本的國鳥

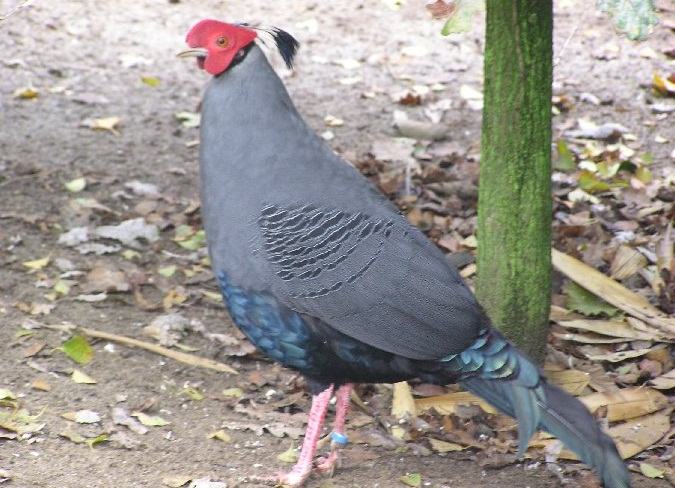
戴氏鷴 泰國的國鳥

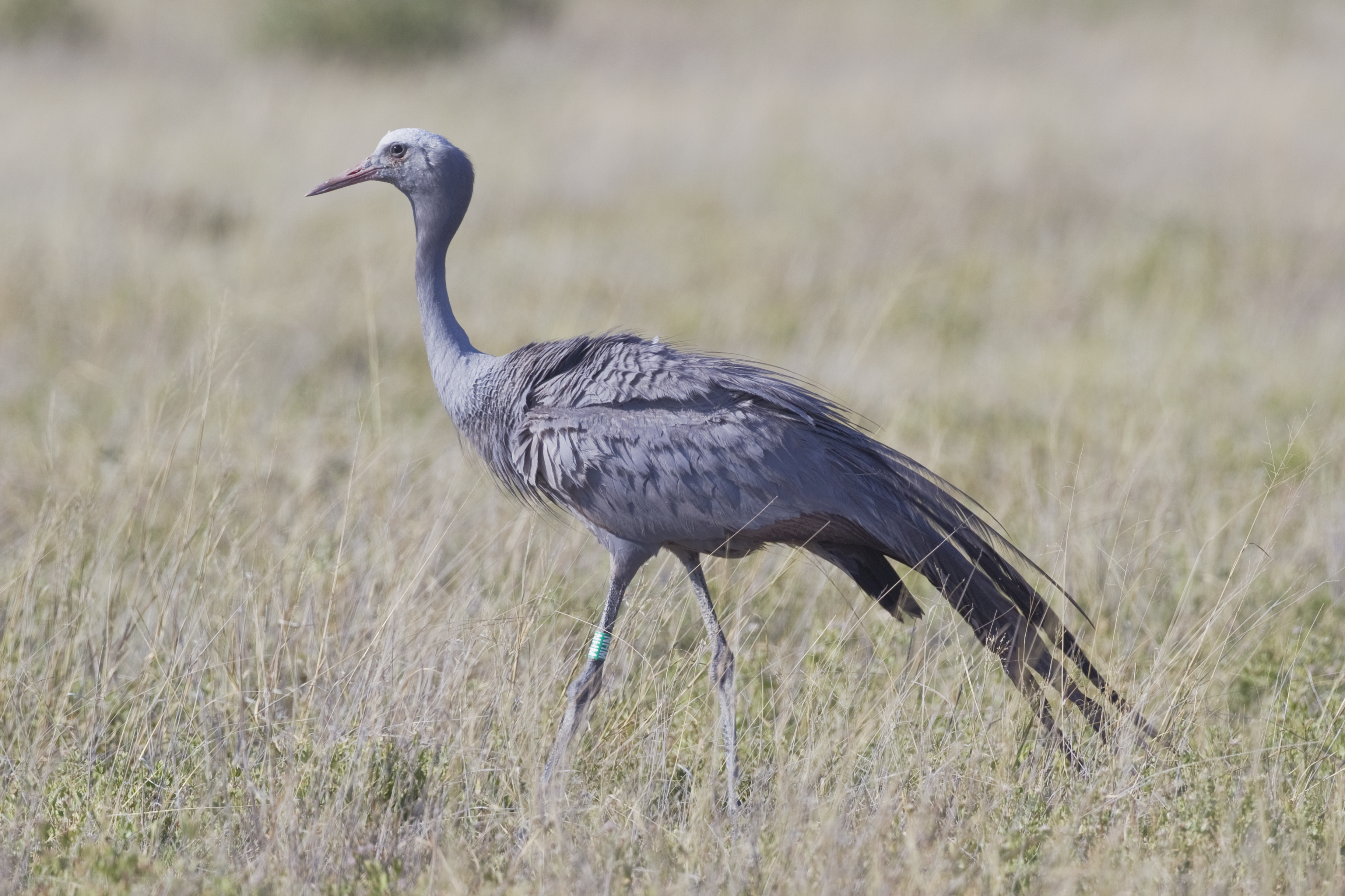
藍蓑羽鶴 南非的國鳥

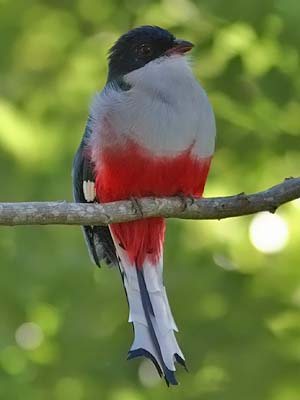
古巴咬鵑 古巴的國鳥

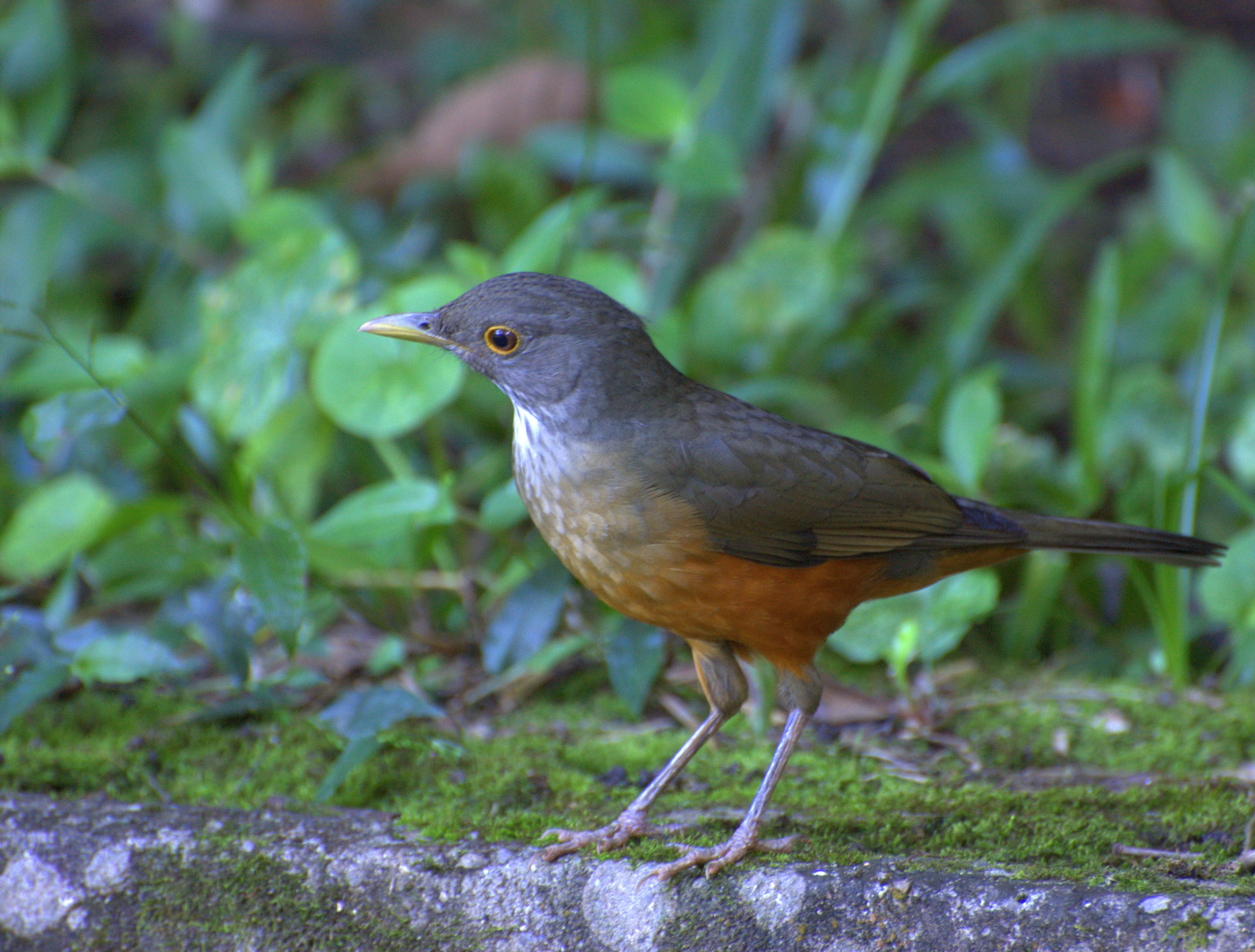
棕腹鶇 巴西的國鳥

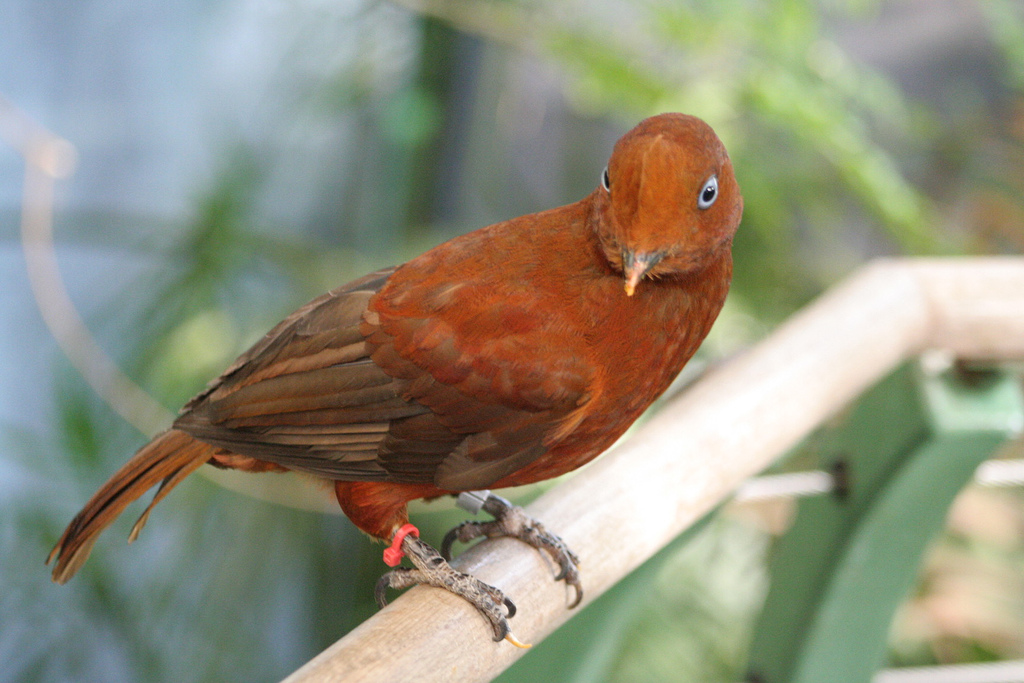
安第斯動冠傘鳥 秘鲁的國鳥

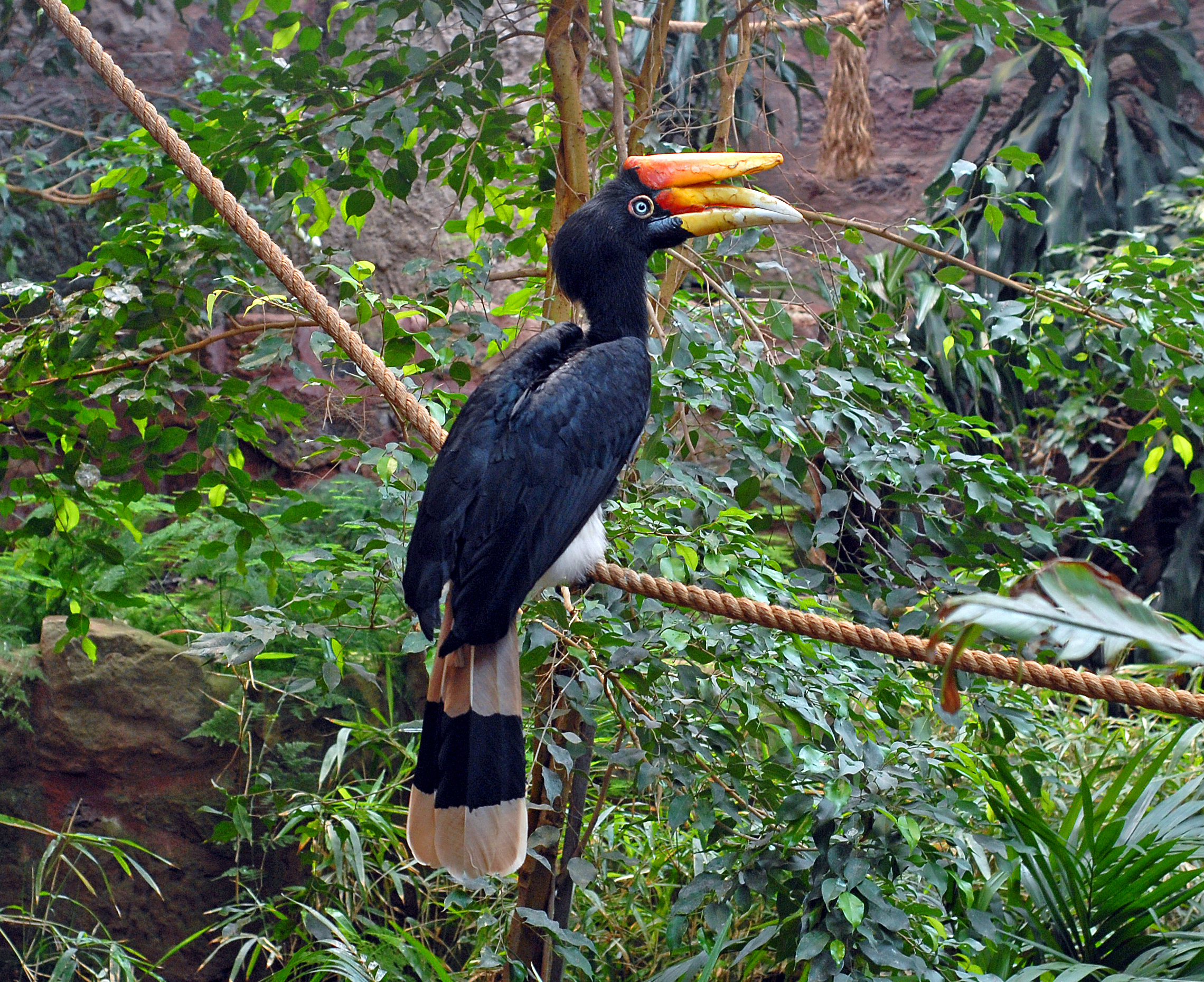
马来犀鸟 马来西亚的国鸟

國鳥是國家的一种象徵，以下的國鳥列表大多數為官方認定。

## 亞洲
- 中国 - 丹顶鹤
- 孟加拉 - 鵲鴝（Copsychus saularis）（页面存档备份，存于）
- 不丹 - 渡鴉（Corvus corax）
- 印度 - 雄性藍孔雀（Pavo cristatus）
- 印度尼西亞 - 爪哇鷹鵰（Spizaetus bartelsi）
- 伊朗 - 夜鶯（Luscinia megarhynchos）和藍孔雀，兩者都不是官方公佈的國鳥。
- 伊拉克 - 石雞（Alectoris chukar）
- 以色列 - 戴勝（Upupa epops major），希伯來語: Doochifat（דוכיפת）。
- 日本 - 綠雉（Phasianus versicolor），日語: kiji（キジ）。
- 中華民國 - 臺灣藍鵲（Urocissa caerulea）和帝雉（Syrmaticus mikado）
- 約旦 - 沙色朱雀（Carpodacus synoicus）
- 哈薩克斯坦 - 金雕（Aquila chrysaetos）
- 韓國 - 朝鮮喜鵲（Pica sericea）
- 馬來西亞 - 馬來犀鳥（Buceros rhinoceros）
- 緬甸 - 灰孔雀雉（Polyplectron bicalcaratum）
- 尼泊爾 - 棕尾虹雉（Lophophorus impejanus）
- 巴林 - 白頰鵯（Pycnonotus leucogenys）
- 巴基斯坦 - 石雞（Alectoris chukar）為國鳥，游隼（Falco peregrinus peregrinator）為國家軍隊鳥。
- 菲律賓 - 食猿鵰（Pithecophaga jefferyi）
- 新加坡 - 黃腰太陽鳥（Aethopyga siparaja）
- 斯里蘭卡 - 錫蘭野雞（Gallus lafayetti）
- 泰國 - 戴氏鷴（Lophura diardi）
- 土耳其 - 白眉歌鶇（Turdus iliacus）
- 蒙古及阿拉伯聯合大公國 - 獵隼（Falco cherrug）

## 歐洲
- 奧地利 - 金雕（Aquila chrysaetos）
- 白俄羅斯 - 黑鸛（Ciconia nigra）
- 比利時 - 紅隼（Falco tinninculus）
- 丹麥 - 疣鼻天鵝（Cygnus olor）
- 愛沙尼亞 - 家燕（Hirundo rustica）
- 芬蘭 - 大天鵝（Cygnus cygnus）
- 法國 - 高盧雄雞（Gallus gallus）
- 格鲁吉亚 - 雉雞（Phasianus colchicus）
- 德國 - 白鸛（Ciconia ciconia）
- 匈牙利 - 大鴇（Otis tarda），非正式的馬札爾民族象徵鳥為神鷹(Turul)或獵隼。
- 冰島 - 海东青（Falco rusticolus）
- 愛爾蘭 - 未定，鷦鷯（Troglodytes troglodytes）和歐亞鴝（Erithacus rubecula）為候選鳥。
- 拉脫維亞 - 白鶺鴒（Motacilla alba）
- 立陶宛 - 白鸛（Ciconia ciconia）
- 盧森堡 - 戴菊（Regulus regulus）
- 馬爾他 - 藍磯鶇（Monticola solitarius）
- 挪威 - 白喉河烏（Cinclus cinclus）
- 波蘭 - 白尾海雕（Haliaeetus albicilla）
- 羅馬尼亞 - 白鵜鶘（Pelecanus onocrotalus），僅為推薦國鳥。
- 瑞典 - 黑鶇（Turdus merula）
- 英國 - 歐亞鴝（Erithacus rubecula）

## 非洲
- 安哥拉 - 紅冠蕉鵑（Tauraco erythrolophus）（页面存档备份，存于）
- 博茨瓦纳 - 紫胸佛法僧（Coracias caudata）或牛背鷺（Bubulcus ibis
- 冈比亚 - 未定，但有提議為藍腹佛法僧（Coracias cyanogaster）及距翅雁（plectropterus gambensis） （页面存档备份，存于）
- 肯尼亚 - 原雞（Gallus gallus）或黑冕鶴（Balearica pavonina），非官方。
- 莱索托 - 禿䴉（Geronticus calvus）
- 利比里亚 - 非洲羽須鵯（Pycnonotus barbatus）
- 马拉维 - 斑尾咬鹃（Apaloderma vittatum）
- 毛里求斯 - 渡渡鳥（Raphus cucullatus）
- 納米比亞 - 红胸黑鵙（Laniarius atrococcineus）
- 尼日利亚 - 黑冕鶴（Balearica pavonina）
- 卢旺达 - 灰冠鶴（Balearica regulorum），非官方。
- 圣多美和普林西比 - 非洲灰鸚鵡（Psittacus erithacus）及黑鳶（Milvus migrans）
- 塞舌尔 - 斯瑟馬島小鸚鵡（Coracopsis nigra barklyi）
- 南非 - 藍蓑羽鶴（Anthropoides paradisea）
- 蘇丹 - 蛇鷲（Sagittarius serpentarius）
- 南苏丹 - 吼海雕（Haliaeetus vocifer）
- 斯威士兰 - 紫冠蕉鵑（Tauraco porphyreolophus）
- 坦桑尼亞 - 灰冠鶴（Balearica regulorum），非官方。
- 烏干達 - 灰冠鶴（Balearica regulorum）
- 赞比亚 - 吼海雕（Haliaeetus vocifer）
- 津巴布韦 - 吼海雕（Haliaeetus vocifer）

## 美洲
- 安提瓜和巴布达 - 麗色軍艦鳥（Fregata magnificens）
- 阿根廷 - 棕灶鳥（Furnarius rufus） （页面存档备份，存于）
- 巴哈馬 - 加勒比海紅鸛（Phoenicopterus ruber）（页面存档备份，存于）
- 伯利兹 - 彩虹巨嘴鳥（Ramphastos sulfuratus） （页面存档备份，存于）
- 玻利維亞 - 安地斯神鷹（Vultur gryphus）
- 巴西 - 棕腹鶇（Turdus rufiventris）（页面存档备份，存于）
- 加拿大 - 灰噪鴉（Perisoreus canadensis）
- 智利 - 安第斯神鷹（Vultur gryphus）
- 哥倫比亞 - 安第斯神鷹（Vultur gryphus）
- 哥斯大黎加 - 王鷲（Sarcoramphus papa）
- 古巴 - 古巴咬鵑（Priotelus temnurus）
- 多米尼克 - 帝王亞馬遜鸚鵡（Amazona imperialis）
- 多米尼加 - 棕櫚䳭（Dulus dominicus）
- 厄瓜多 - 安第斯神鷹（Vultur gryphus）
- 薩爾瓦多 - 綠眉翠鴗（Eumomota superciliosa）
- 格兰纳达 - 格林納達棕翅鳩（Leptotila wellsi）
- 瓜地馬拉 - 鳳尾綠咬鵑（Pharomachrus mocinno）
- 蓋亞那 - 麝雉（Opisthocomus hoazin）
- 海地 - 伊斯帕尼奥拉咬鵑（Temnotrogon roseigaster）
- 洪都拉斯 - 黃頸亞馬遜鸚鵡（Amazona auropalliata）
- 牙買加 - 紅嘴長尾蜂鳥（Trochilus polytmus）
- 墨西哥 - 金雕（Aquila chrysaetos），非官方。
- 尼加拉瓜 - 綠眉翠鴗（Eumomota superciliosa）
- 巴拿馬 - 角雕（Harpia harpyja）
- 巴拉圭 - 裸喉鐘雀（Procnias nudicollis）
- 秘魯 - 安第斯冠傘鳥（Rupicola peruviana）
- 聖克里斯多福及尼維斯 - 褐鵜鶘（Pelecanus occidentalis）
- 聖露西亞 - 聖盧西亞亞馬遜鸚鵡（Amazona versicolor）
- 圣文森特和格林纳丁斯 - 聖文森亞馬遜鸚鵡（Amazona guildingii）
- 特立尼达和多巴哥
  - 特立尼达 - 美洲紅䴉（Eudocimus ruber）
  - 多巴哥 -  棕臀稚冠雉（Ortalis ruficauda）
- 美國 - 白頭海鵰（Haliaeetus leucocephalus） （页面存档备份，存于）
- 烏拉圭 - 鳳頭距翅麥雞（Vanellus chilensis）
- 委內瑞拉 - 擬黃鸝（Icterus icterus）

## 大洋洲
- 澳大利亞 - 鴯鶓（Dromaius novaehollandiae），非官方，出現在澳大利亞國徽上，但也有一說是琴鳥
- 斐濟 - 綠領吸蜜鸚鵡（Phigys solitarius）
- 新西蘭 - 奇異鳥（Apteryx australis）
- 帕劳 - 帕島果鳩（Ptilinopus pelewensis）
- 巴布亞新幾內亞 - 紅羽天堂鳥（Paradisaea raggiana）
- 薩摩亞 - 齒鳩（Didunculus strigirostris）
- 汤加 - 太平洋皇鳩（Ducula pacifica）
- 安圭拉 - 鳴哀鴿（Zenaida aurita），但當地人常誤稱為歐斑鳩。